# الخطوط الحديدية السورية

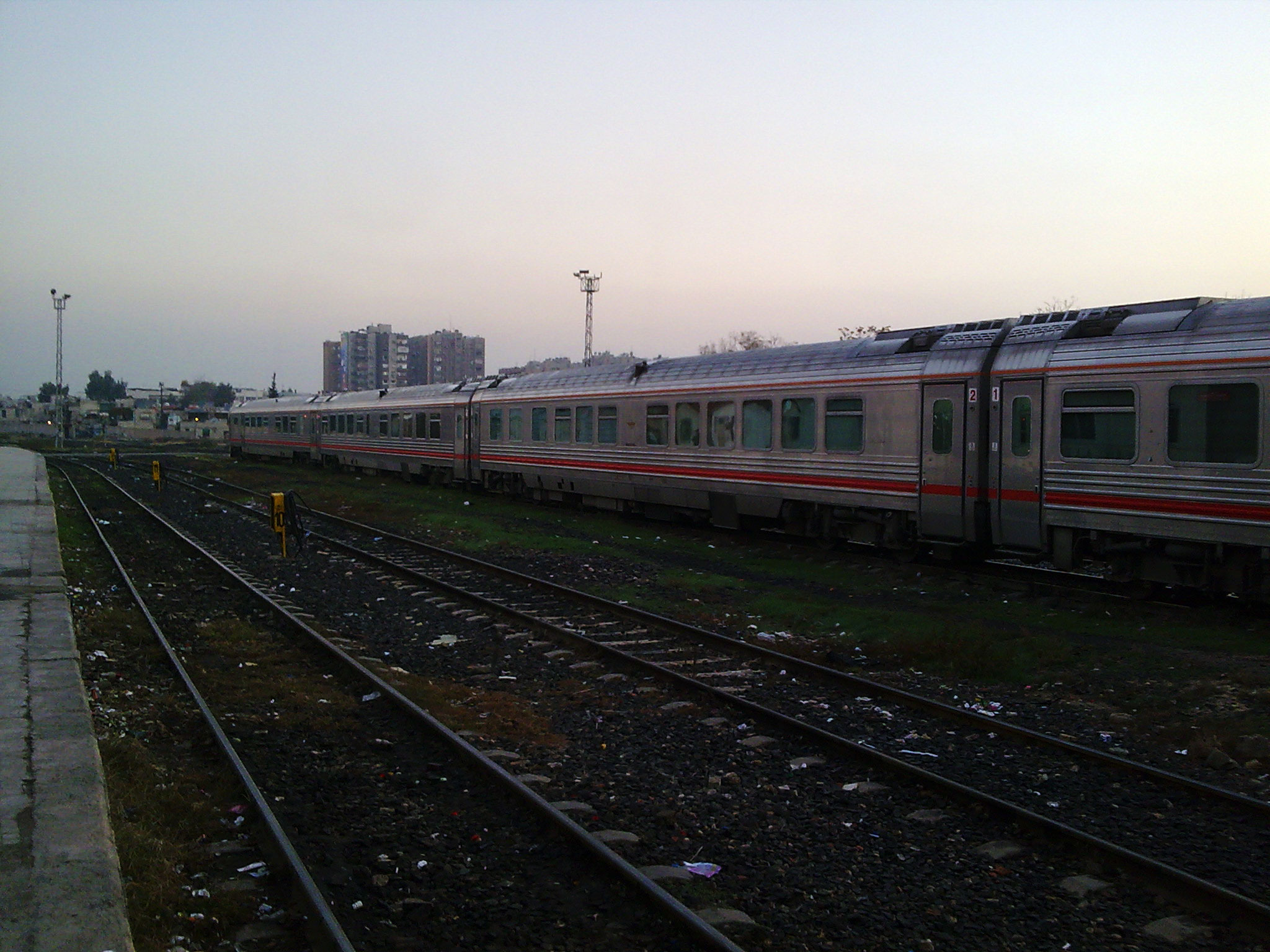
محطة قطار حي القدم جنوب دمشق، تنطلق منها القطارات إلى عمّان جنوباً وحلب شمالاً.

منذ نهاية القرن التاسع عشر الميلادي انطلقت من دمشق خطوط القطارات ومدت خطوط السكك الحديدية في اتجاهات مختلفة وأول هذه الخطوط هي:
- خط سكة حديد دمشق - المزيريب جنوب سوريا عام 1893 م بلغ طول الخط 103 كيلو متر.
- خط سكة حديد دمشق - بيروت عام 1895 م وبلغ طول الخط مع تعرجاته 147 كيلو متر.
- خط سكة حديد دمشق - حلب وهو بعدة مراحل:

1. المرحلة الأولى دمشق - رياق في عام 1903 م.
2. المرحلة الثانية رياق - حماة وبلغ طول الخط 189 كيلو متر.
3. المرحلة الثالثة حماة - حلب وبلغ طول الخط 143 كيلو متر، وبذلك اكتمل خط دمشق - حلب مرورا بعدد من المدن والبلدات.

- خط سكة حديد حمص - تلكلخ - طرابلس في 19 أيار 1911 وبلغ طول الخط 102 كيلو متر.
- الخط الحديدي الحجازي من دمشق - المدينة وبدء بإنشاء الخط عام 1900 م على عدة مراحل :

1. المرحلة الأولى دمشق - درعا وتم عام 1903 م بطول 138 كيلو متر.
2. المرحلة الثانية درعا - عمان - المدينة في 22 آب 1908

- خط سكة حديد درعا - حيفا عام 1902 م وبلغ طول الخط 168 كيلو متر.
- خط سكة حديد دمشق - الزبداني عبر الجبال ومصايف وادي بردى مرورا بالربوة - دمر - الهامة - عين الخضرة - وادي بردى - الزبداني - سرغايا.
- خط سكة حديد حلب - إسطنبول من ميدان إكبس في حلب إلى تركيا وهو مكمل لقطار الشرق السريع من سوريا إلى باقي دول أوروبا.

## وصلات خارجية
- وزارة النقل- القطاع السككي - لمحة تاريخية